# Mojiganga
La mojiganga, en su origen, fue una farsa representada con máscaras y disfraces típicos en las fiestas públicas de raíz carnavalesca. Consistía en un texto breve en verso, de carácter cómico-burlesco y musical, que adquirió rango de género dramático menor del Siglo de Oro español. En los corrales de comedias, las mojigangas eran desfiles de actores que bailaban disfrazados al son de una música estrepitosa. Así se ponía fin al espectáculo.

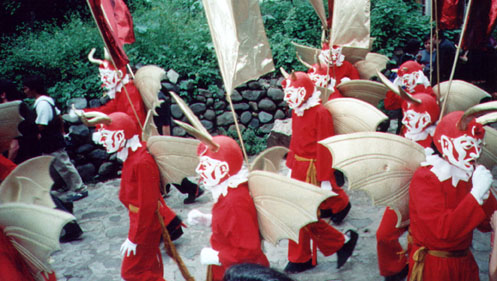
Mojiganga de Zacualpan de Amilpas (México)

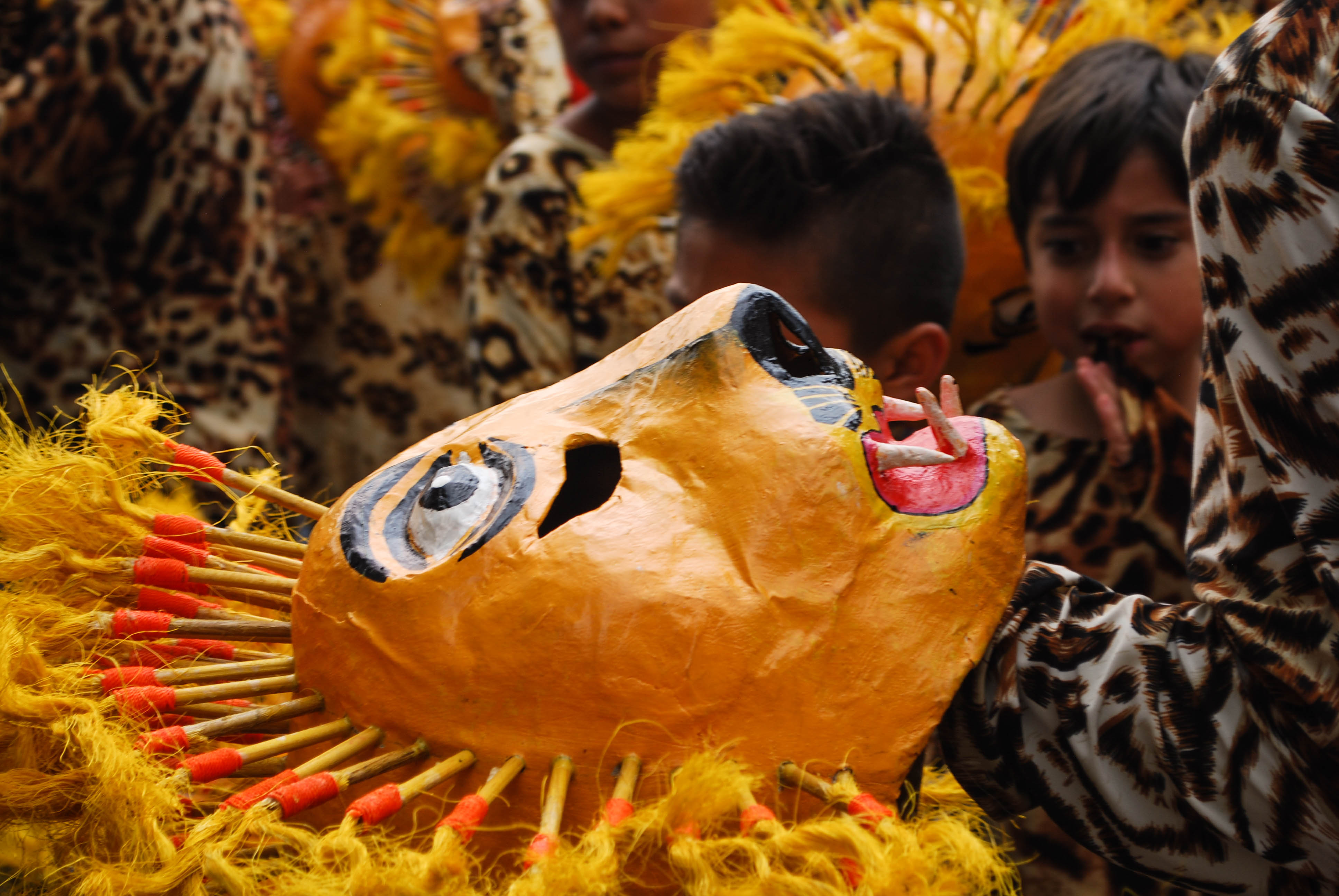
Zacualpan Mojiganga 051

## Tipos
Existen dos tipos básicos: las parateatrales, de inspiración más popular y carnavalesca, a veces con intervención de actores caracterizados como animales, y las mojigangas dramáticas. Dentro de estos tipos, a su vez, pueden diferenciarse:
- mojigangas parateatrales sin argumento
- mojigangas parateatrales con argumento
- mojigangas dramáticas para Carnaval
- mojigangas dramáticas para Cuaresma
- mojigangas dramáticas para Corpus
- mojigangas dramáticas para Navidad
- mojigangas dramáticas para fiestas regias[2]

## Evolución histórica
Se ha propuesto que el término mojiganga tenga su origen en la boxiganga o en las compañías de bojiganga del teatro ambulante de los siglos XVI y XVII (una de las ocho que enumera Agustín de Rojas Villandrando en su libro El viaje entretenido). Y que, con el tiempo y gracias a la popularidad de estas mascaradas grotescas, el género acabó invadiendo el espacio del entremés barroco. Así, la llamada mojiganga entremesada fue, a partir de mediados del siglo XVII, la pieza dramática breve por excelencia. Entre los cultivadores del género, destacaron: Pedro Calderón de la Barca (La mojiganga de las visiones de la muerte), Juan Vélez (Mojiganga de las figuras), Simón Aguado (Mojiganga de las niñas de la Rollona), Vicente Suárez de Deza, Francisco Monteser, Alonso de Ayala y Manuel de León Marchante, entre otros. También cultivaron el género Francisco de Quevedo y Pedro de Quirós.

## Continuidad de la mojiganga en España
Aún en el siglo XXI se conserva un modelo de mojiganga, mezcla de danza, celebración religiosa y tesoro etnográfico en algunas localidades de la Comunidad Valenciana. Hay que mencionar las de Titaguas y Algemesí, ambas en la provincia de Valencia, espectáculos callejeros también llamados muixeranga, con música, danzas, trajes tradicionales y castillos humanos, en un conjunto denominado "Ball de Valencians".
Así mismo, en la localidad oscense de Graus se representa una Mojiganga el día 13 de septiembre.

## La mojiganga en Hispanoamérica
En Hispanoamérica, se registra el uso del término "mojiganga" en 1637, referido a una danza callejera durante los carnavales. En ella, el mimo era más importante que la palabra, y estaba protagonizada por actores que imitaban a animales.
Cronistas como fray Bartolomé de las Casas se referían a la mojiganga como parte del teatro misionero, de objetivo evangelizador.[cita requerida]

### México
En México, en Zacualpan de Amilpas, estado de Morelos, se festeja cada año una mojiganga con comparsas disfrazadas, carros alegóricos o religiosos y, en ocasiones, gigantes bailables. La tradición de las grandes bandas de viento es muy fuerte en el estado, y siempre están presentes en las festividades un gran número de bandas. Transcurre el último domingo de septiembre, como parte de los festejos en honor de la Virgen del Rosario.[cita requerida]
También en San Andrés Tuxtla (Veracruz) se celebra la mojiganga el 28 y 29 de noviembre, para la que se crean figuras hechas de caña y forradas de papel que recorren las calles principales del pueblo con la música, celebrando al santo patrono San Andrés Apóstol. También se celebran el 7, 8 y 12 de diciembre.[cita requerida]
En San Luis Potosí, durante las fiestas patronales de algunos barrios de la ciudad como: Santiago, Montecillo, Tlaxcala, San Miguelito y Tequis, celebran callejoneadas conocidas también como serenatas, acompañando con música de banda, toritos, polvora y las tradicionales marmotas (mojiganga) las calles de dichos barrios, se visten de alegría por la noche previa a la fiesta patronal. 
En Catemaco Veracruz, para cerrar el año de forma divertida, también existe la tradición de hacer esta danza (mojiganga) con grupos de personas disfrazadas de animales u otros personajes como el diablo o la calaca, para bailar en las calles al ritmo de la marimba. 
Lo mismo sucede en Tehuixtla, Morelos, en el primer domingo de octubre, y es en esta ciudad donde la tradición data de más de cuatrocientos años.[cita requerida]
En San Juan de los Lagos, Jalisco, también existe un grupo de mojigangas dedicado a participar en las ferias y carnavales de la región de Los Altos de Jalisco, en San Juan de Los Lagos, Jalostotitlán, Lagos de Moreno y Tepatitlán de Morelos.[cita requerida]
En la ciudad de San Miguel de Allende, en el estado de Guanajuato, el uso de mojigangas es toda una tradición; se les puede ver paseando a diario por las calles del pueblo. Asimismo, se les ve bailando al lado de la banda, la estudiantina o rondallas durante las populares callejoneadas.
También en San Miguel de Allende es una tradición que los novios, un día antes de su boda, organicen un paseo por las calles de la ciudad, al estilo callejoneada, con mojigangas que amenizan el festejo. Se les unen los invitados y todo aquel que por ahí transite y así guste sumarse a la fiesta. Se distribuyen vino tinto y otras bebidas similares.[cita requerida]
En otro municipio del estado de Guanajuato llamado Jerécuaro, también amenizan sus fiestas patronales iniciando la celebración de la novena (Rosario) y al término de la misma, además de ir acompañados de personas del pueblo que se disfrazan con máscaras y ropa absurdamente ridícula, la celebración con las mojigangas se hace durante la noche alumbrados con mechones de lumbre. Los participantes disfrazados recorren las calles del municipio acompañados de una banda de viento local y seguidos por las personas que gustan de observar. 
En Jerécuaro las mojigangas toman lugar dos veces en el año, una en septiembre como celebración de aniversario y en diciembre por la celebración de la virgen de Guadalupe, las mojigangas en el municipio de Jerécuaro Guanajuato es una tradición en donde todo el pueblo se reúne para bailar, reír y divertirse al compás de la música y bailes ridículos.
Zacatecas por su parte mantiene también esta tradición en el localidades del sureste tales como Pedregoso en Pinos y El Lobo en Loreto.
En Michoacán, son características principalmente en el municipio de Pátzcuaro donde salen a bailar por las calles anunciando semanas antes la fiesta de la Virgen de la Salud, que se celebra el 8 de diciembre.

### Panamá
En Panamá, las mojigangas y los parrampanes participan en las celebraciones del Corpus Christi, en la región de Azuero. No tienen características de representación con parlamento, ya que consisten en una satírica crítica en forma de bailes. No se les considera una danza; más bien, es un grupo de bailarines enmascarados que representan a personajes de la vida común del pueblo: el Alcalde, el Cura del Pueblo, una pareja en matrimonio, etcétera. Las mojigangas representan a personajes femeninos, y los parrampanes a personajes masculinos, que se acompañan con un tipo de tambor llamado cortacacho, el pito atravesaso o el acordeón. Esta manifestación es la única que no entra a la iglesia en la Misa de Corpus, porque se le considera indigna y vulgar.[cita requerida]

### Ecuador
En Ecuador las mojigangas eran interpretadas por las "Bandas del Mate" en la costa. Dentro de las danzas que se incluían están: el galope, el molinito, la puerca raspada, el Alza que te han visto, así como algunas polcas montuvias como "El gallinacito", el "Saca tu pié". Tanto los bailes gurufaes y mojigos formaban parte del Corpus Christi en la costa ecuatoriana y fueron el centro de la música relacionada al calendario litúrgico de la cultura montuvia. Tenían una función similar los chigualos durante la navidad.

### España
En España un ejemplo singular de mojiganga es la contradanza de Cetina que se celebra en honor de San Juan Lorenzo cada año en Cetina (Aragón) en la noche del 19 de mayo.